# 荒川低地
荒川低地（あらかわていち）は、関東平野西部の荒川沿岸に位置し、北西-南東方向へ細長く伸びる沖積低地である。西側は武蔵野台地、入間台地、岩殿丘陵、東松山台地、吉見丘陵と接し、東側は大宮台地、北側では妻沼低地と、南側では東京低地と連続している。
低地内には荒川の本流および関東山地から支流の市野川、越辺川、入間川などが流入し、自然堤防や後背湿地などの微地形を形成している。荒川の右岸側を新河岸川が平行して流下している。完新世初期の海成層の上位に堆積した河成の砂や粘土から構成される沖積低地で、主に自然堤防と後背湿地からなり、蛇行する旧河道も分布している。盛土等により人工的に改変されている土地が多い。
板橋区舟渡付近から北区浮間にかけて荒川の旧河道沿いに自然堤防が分布する。それより上流側の板橋区高島平付近は、武蔵野台地と下流側の荒川の自然堤防に挟まれて排水不良になっていた部分で、広大な後背湿地になっている。武蔵野台地の崖線に沿う微高地は縄文海進最盛期に東京湾が大宮付近まで入り込んでいた頃の海岸部に形成された砂州である。 